# Saint-Paul-lès-Romans
 Saint-Paul-lès-Romans  là một xã thuộc tỉnh Drôme trong vùng Auvergne-Rhône-Alpes ở đông nam nước Pháp. Xã Saint-Paul-lès-Romans nằm ở khu vực có độ cao 186 mét trên mực nước biển.